# El Vilet
|  | Aquest article tracta sobre el poble de Sant Martí de Riucorb. Si cerqueu la masia de Castellterçol, vegeu «el Vilet (Castellterçol)». |

El Vilet és una entitat de població del municipi de Sant Martí de Riucorb, a la comarca de l'Urgell. El poble se situa a l'esquerra del riu Corb, al centre del terme municipal. La via principal de comunicació és la carretera LV-2017, branc de la L-201, entre Sant Martí de Maldà i l'enllaç amb la C-14, al coll de la Portella.
És l'únic poble de la vall del Corb assentat a la mateixa plana del riu, situació que l'ha fet víctima de diverses rubinades.

## Història
Els primers vestigis d'activitat humana es remunten a l'època romana, ja que s'hi han trobat restes de mosaics del segle iv que actualment es conserven al Museu Arqueològic de Barcelona.
Originàriament el nom del poble fou Vilamanyanor, probablement degut a una contracció del llatí Vila Magnis Honoris, denominació que es va mantenir mentre el Vilet va pertànyer al domini feudal.
La primera notícia coneguda data de l'any 1084, quan Ramon Folc I de Cardona fa donació a favor de Guillem Miró de Boixadors d'una quadra existent al poble. Un descendent d'aquest darrer, Bernat de Boixadors, el dona, juntament amb els seus delmes l'any, 1157, tot i que probablement només la castlania, donat que el terme segueix en poder dels vescomtes de Cardona.
Aquesta relació amb el vescomtat de Cardona, a través de diverses donacions, uneix el Vilet amb el monestir de Vallbona de les Monges. L'any 1174 Berenguer de Cardona cedeix a Vallbona i a l'ermità Ramon els drets dominicals del poble a canvi de 500 sous barcelonesos.
Al segle xiii Berenguera d'Aguda fa donació del domini, la castlania i els drets que té en el castell i el terme a favor de l'abadessa. També la família de Ramon Maldà l'any 1328 té relació amb el Vilet i el monestir de Vallbona. Al mateix segle xiv, els Anglesola i l'abadessa tenen diversos plets sobre la castlania del poble i des del 1380 el Vilet passa a formar part de la baronia de Vallbona, de la qual depèn la jurisdicció civil i criminal.
Forma part del municipi propi de Rocafort de Vallbona, juntament amb Llorenç de Rocafort, fins a l'any 1972, en què fusionen amb Sant Martí de Maldà, donant lloc a l'actual municipi de Sant Martí de Riucorb.

## Santa Maria del Vilet
És una església de dimensions reduïdes. L'exterior posa en relleu la rosassa de la façana i el campanar. A l'interior es venera la imatge gòtica policromada de la verge, obra de Guillem Seguer, escultor del segle xiv, i la imatge de Santa Anna, amb la Mare de Déu. També ornen l'església uns murals al fresc, obra del pintor Jaume Minguell.